# 淡白毒蛾
淡白毒蛾（学名：Euproctis brachycera）为毒蛾科黃毒蛾屬下的一个种。